# Albert Hahn
Pour les articles homonymes, voir Hahn.
Albert Pieter Hahn, né à Groningue le 17 mars 1877 et mort à Watergraafsmeer le 3 août 1918 , est un artiste peintre, dessinateur, caricaturiste et affichiste néerlandais, proche du mouvement socialiste et antimilitariste.

## Biographie

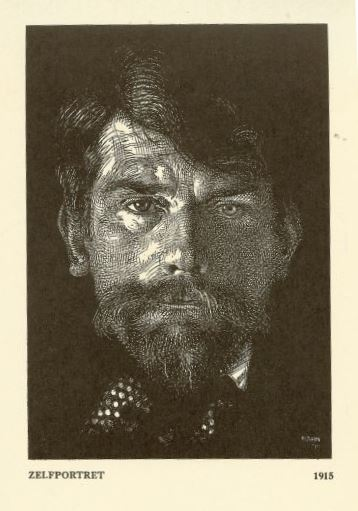
Autoportrait, 1915.

Albert Hahn est le fils d'un peintre sur verre, farouchement anticlérical et proche des milieux syndicaux. De santé fragile, Albert abandonne ses études et, à 12 ans, entre comme apprenti dans l'atelier de son père.
Il poursuit sa formation artistique à l'Academie Minerva et a pour camarade de classe Cornelis Jetses. Mais, malade, il doit être hospitalisé durant près de deux ans : il exécute de nombreux dessins durant son séjour à l'hôpital, puis, de retour à Groningue, découvre en 1896 le travail de Vincent van Gogh lors d'une exposition qui lui est consacrée. Sorti avec les honneurs de l'Académie, il poursuit fin 1896 sa formation à l’École nationale des arts appliqués à Amsterdam, puis, de 1898 à 1901, il suit également les cours du soir à l'Académie nationale des beaux-arts ouverts par August Allebé.
Séduit par les idées socialistes, il prend ses distances avec l'agence publicitaire qui l'employait pour entrer en 1902 au journal Het Volk, proche du Parti social-démocrate des ouvriers (SDAP), par l'intermédiaire d'un concours. Ses dessins rencontrent alors un grand succès auprès des lecteurs. Il illustre les mouvements de grèves, la misère ouvrière, les problèmes de logement dans certains quartiers d'Amsterdam.
Son trait mordant, son acuité, le rendent célèbre dans les milieux de gauche. Il est l'un des piliers du journal satirique De Notenkraker, qui devient le supplément hebdomadaire illustré de Het Volk en 1907. Il y dessinera jusqu'à sa mort et prend régulièrement pour cible l'antirévolutionnaire Abraham Kuyper. D'autres périodiques, tout aussi engagés, font appel à ses talents. Il réalise aussi quelques affiches lithographiées, parmi les plus belles de cette période, dans la lignée du Nieuwe Kunst, d'une grande puissance graphique.
Lorsque la Première Guerre mondiale éclate, Hahn se consacre pendant des mois uniquement à la représentation de scènes de combats ou de privations, des dessins souvent jugés pessimistes, sarcastiques et noirs.
Il meurt en 1918 des suites de la tuberculose osseuse qu'il avait contractée enfant.

## Exemples de travaux

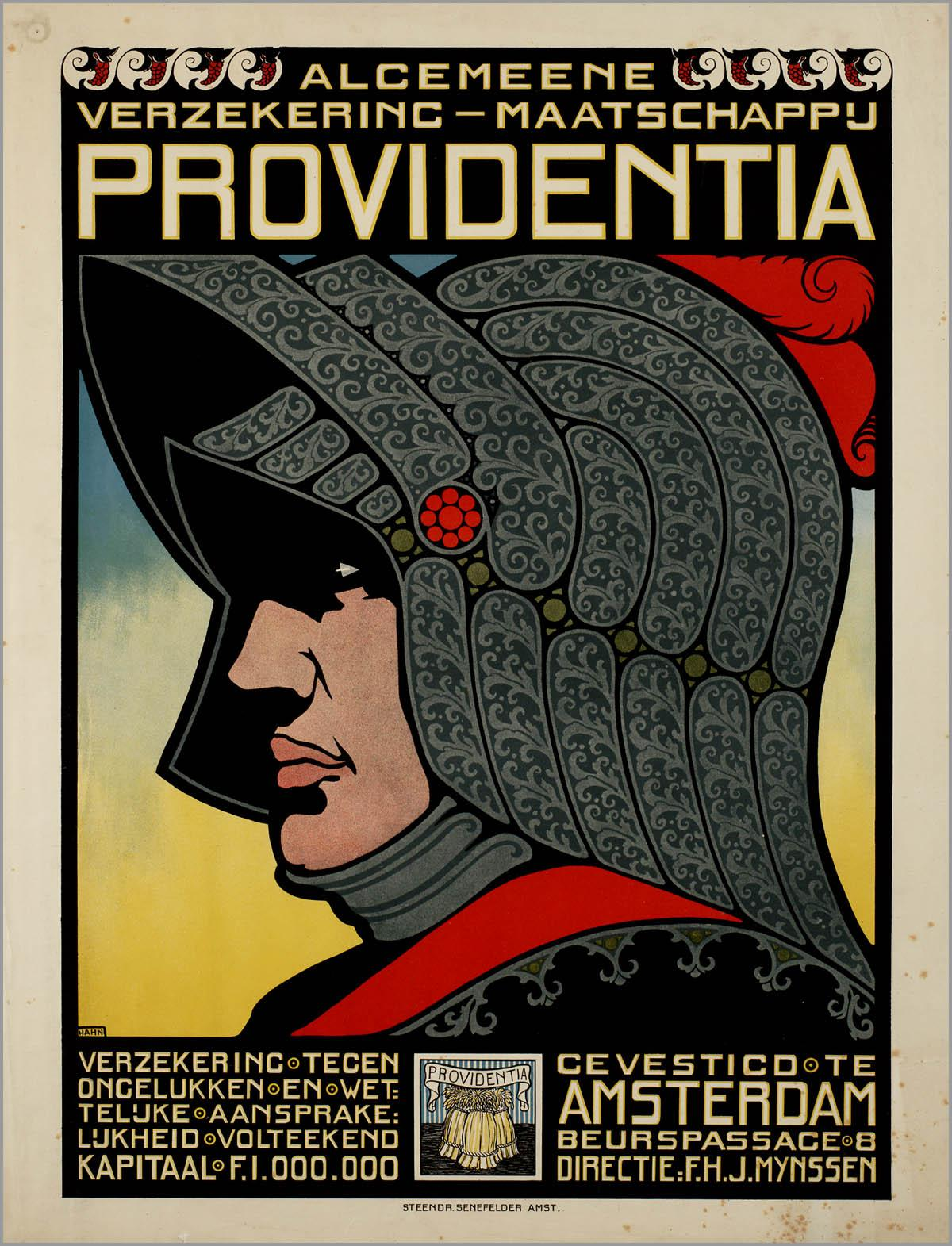
Affiche pour la caisse mutuelle Providentia (1900)
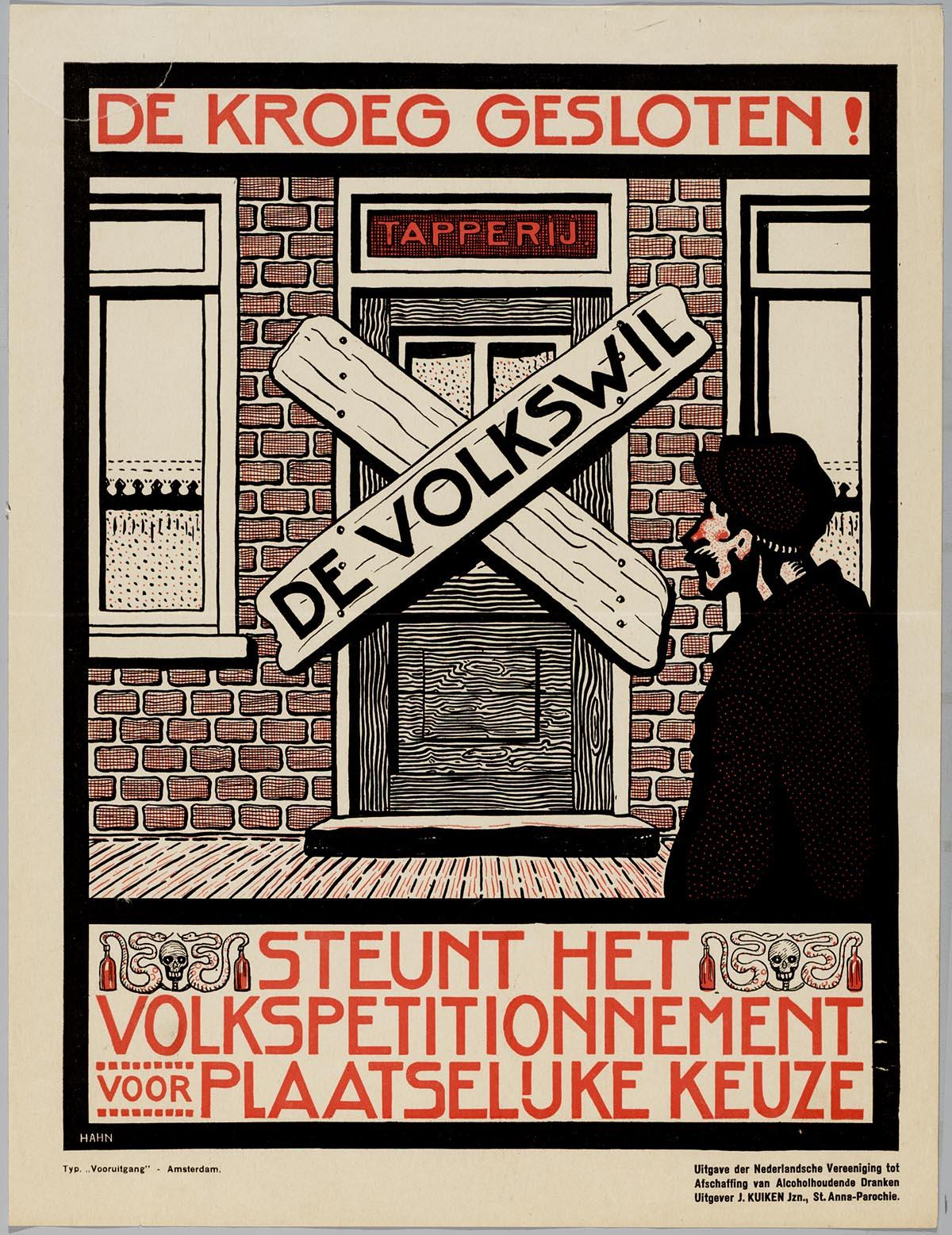
« Le pub fermé », affiche contre l'alcoolisme (1913)
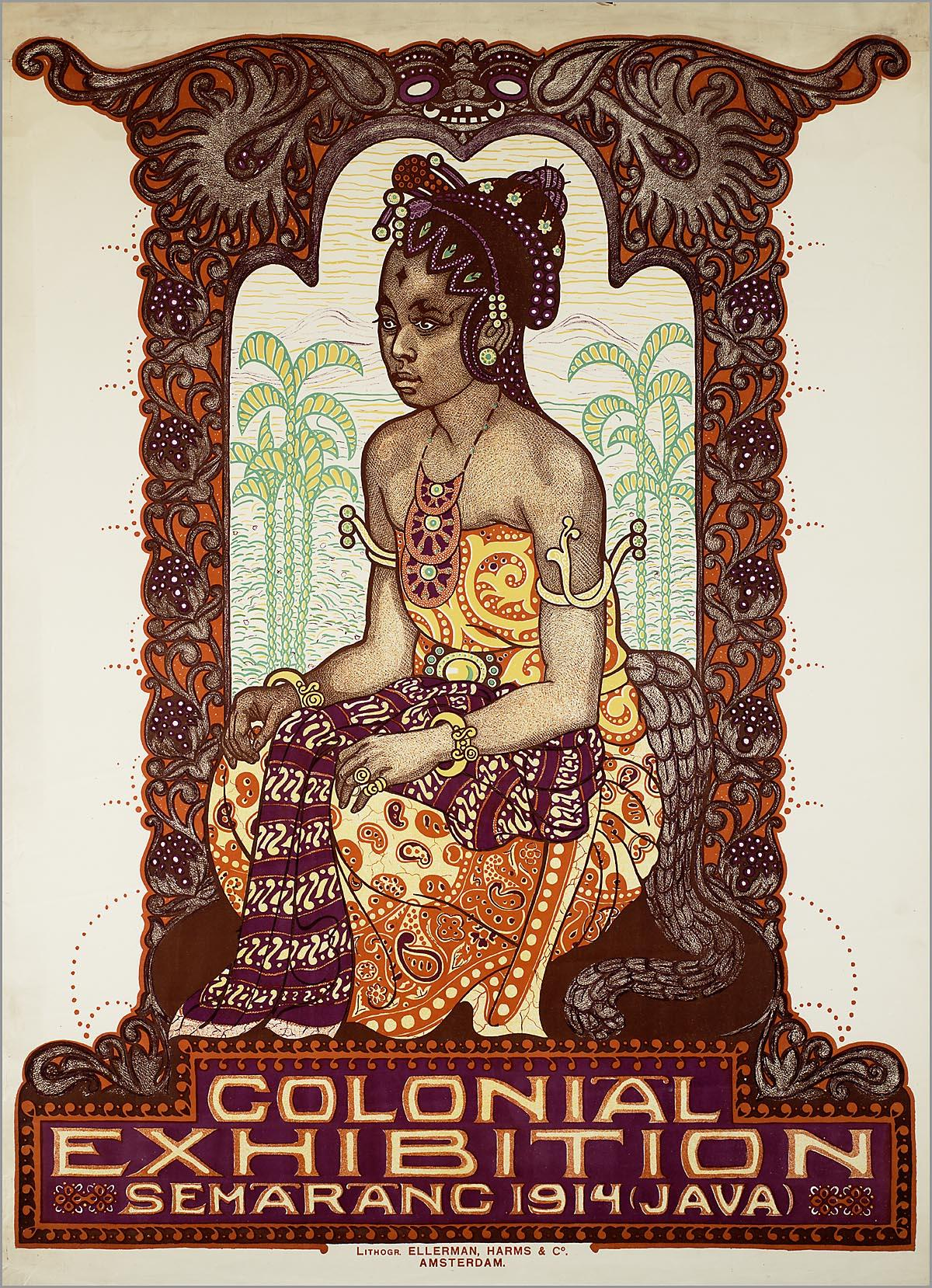
Colonial Exhibition Semarang (affiche, 1914)
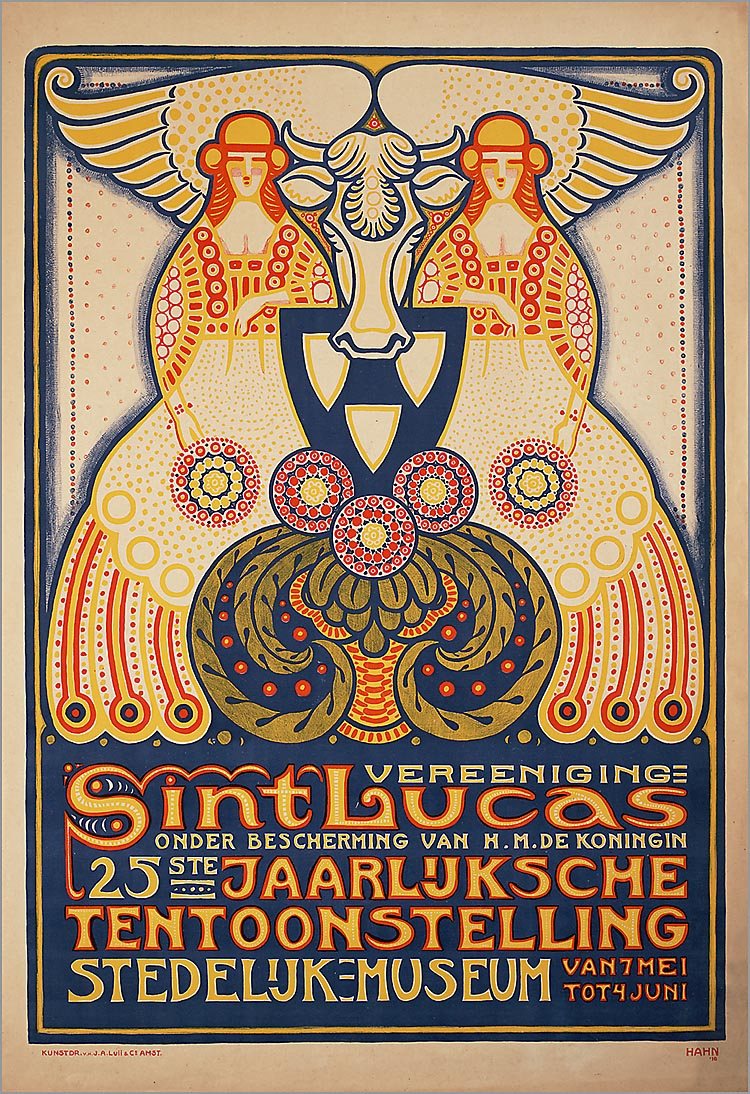
Affiche pour la Sint Lucas 25ste Jaarlijksche Tentoonstelling, Stedelijk Museum (1916)
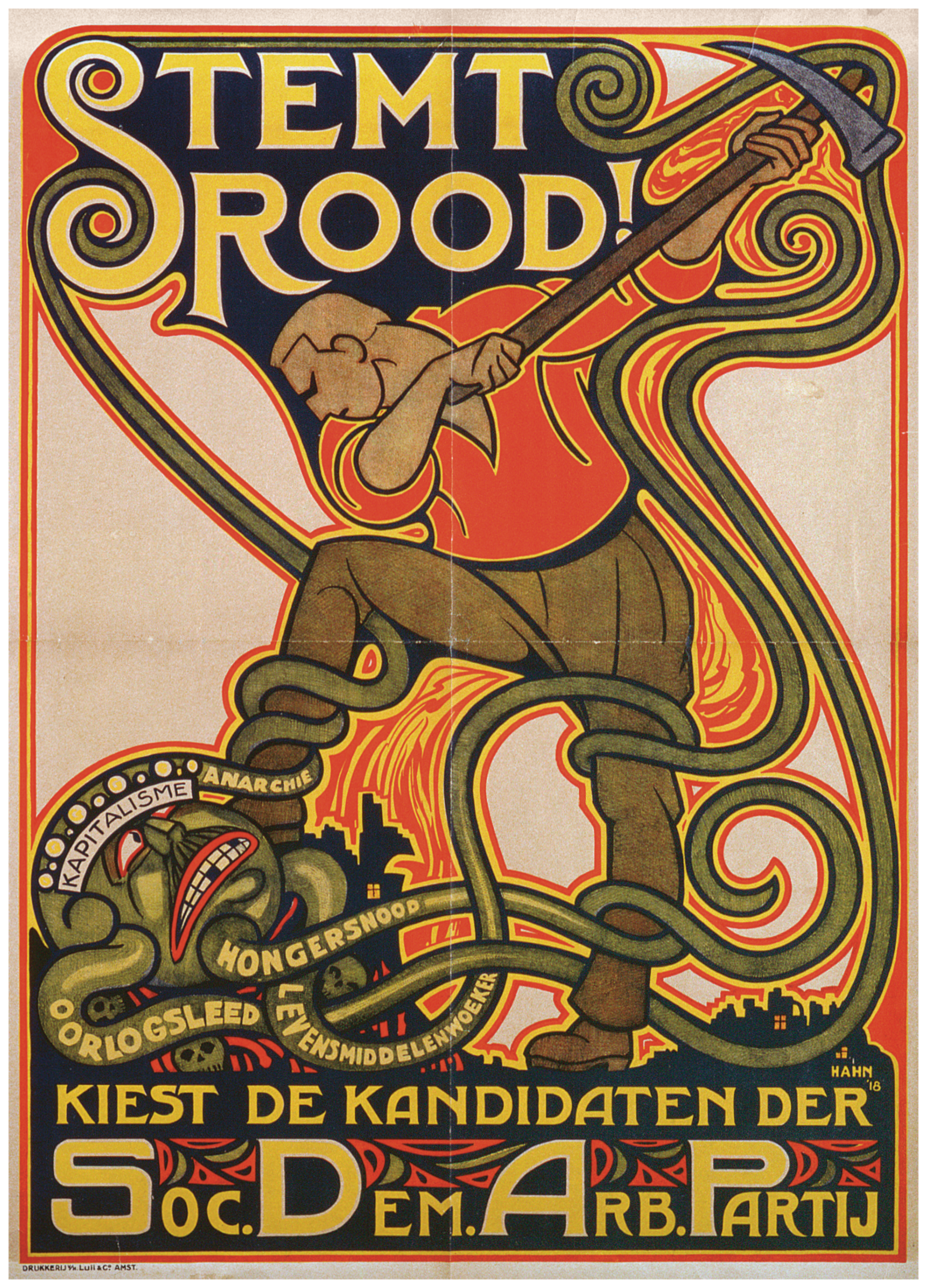
Affiche pour le SDAP (1918)
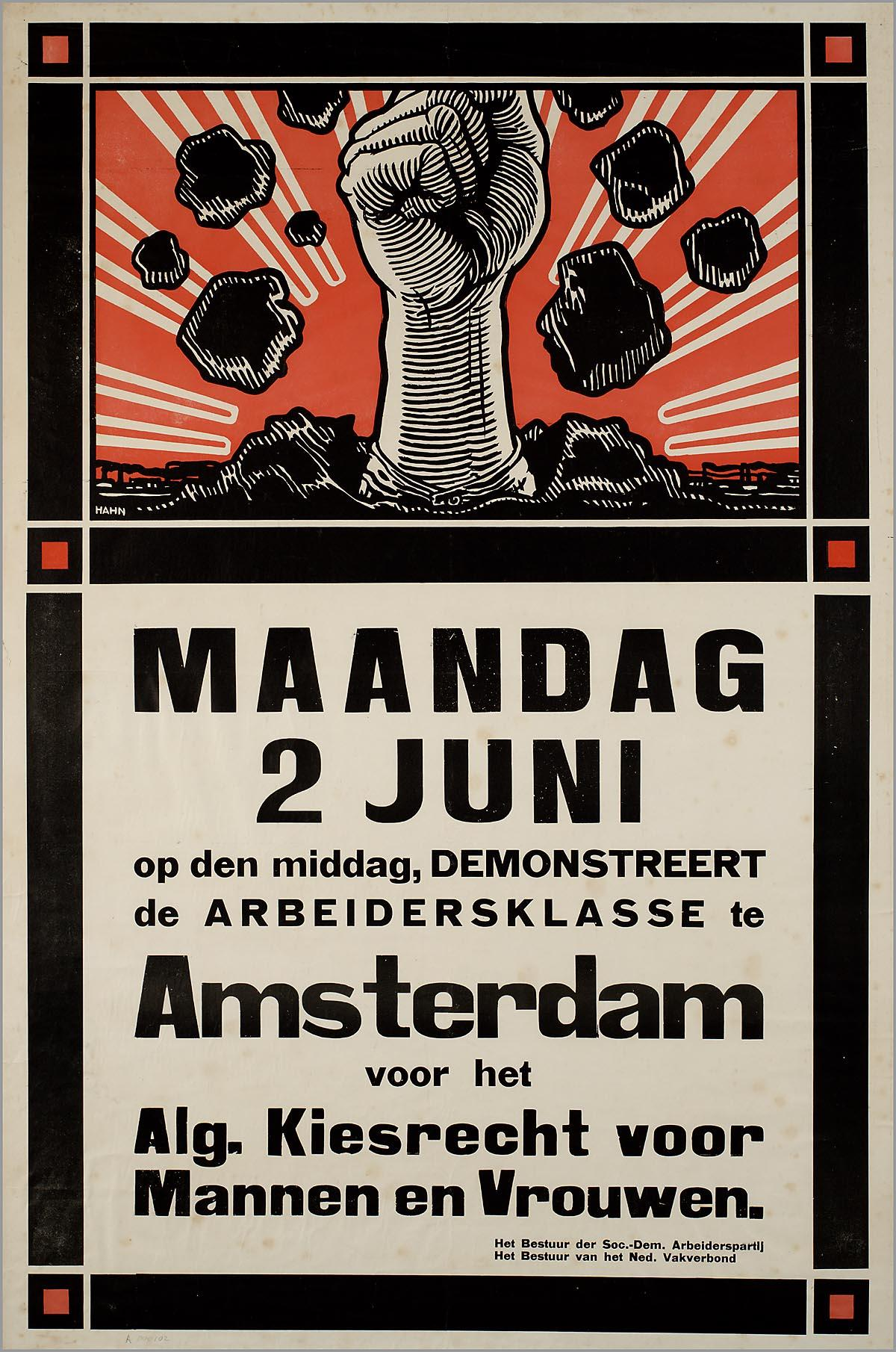
Affiche politique pour les élections législatives du 2 juin 1919 appelant à voter SDAP (1918)

## Critique
« Qu'elles proviennent de Hahn ou de Raemaekers, toutes ces images sont en réalité autant de « J'accuse ! » éloquemment exprimés par le crayon. »

— John Grand-Carteret, Kaiser, Kronprinz & cie

## Conservation
- Historial de la Grande Guerre, Principaux fonds relatifs au dessin de presse (Beaux-Arts)